# Francesco Cossiga
Francesco Cossiga (Sàsser, 26 de juliol de 1928 - Roma, 17 d'agost de 2010) fou un polític, jurista i professor sard pertanyent a la Democràcia Cristiana italiana que ocupà el càrrec de vuitè president de la República Italiana entre 1985 i 1992. (En italià, el seu cognom és comunament pronunciat [kos'siga] tot i que la pronunciació original és ['kɔs-], amb accent en la vocal -o-; es tracta d'un cognom sard, que significa pròpiament Còrsega.) Durant la Segona Guerra Mundial va estar en contacte amb organitzacions polítiques catòliques. Estudià dret i va ser professor de Dret Constitucional a la Universitat de Sàsser.

## Carrera política
Quan només tenia disset  anys, va iniciar la seva carrera política en el si de la secció sasseresa de laDemocrazia Cristiana. En 1966 va ser nomenat sotssecretari de defensa en el govern. Va ocupar des de llavors alts càrrecs de l'administració. Va ser ministre d'Interior des de 1976 a 1978, durant el període al capdavant d'aquest departament, el 1978, va haver de dimitir per la crisi que va generar l'assassinat d'Aldo Moro. Va ser primer ministre d'Itàlia des de 1979 fins a 1980. Durant el seu mandat va haver d'afrontar l'oposició arran de diversos escàndols de corrupció política que van arribar a afectar el govern i que l'obligaren a retirar-se de la política durant un temps. Va ser designat president del Senat el 1983 i a les eleccions de 1985 fou elegit president de la República Italiana, com a candidat de la Democràcia Cristiana.

## La Presidència de la República Italiana

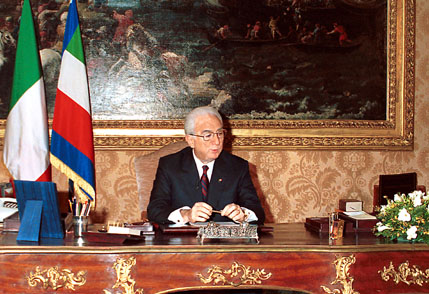
Cossiga en el seu despatx de president

El 1985 Cossiga esdevingué el vuitè president de la República Italiana, succeint Sandro Pertini. Era la primera vegada a la història d'Itàlia que s'elegia el president a la primera volta, amb una gran majoria (752 de 977 votants) i, amb cinquanta-set anys, va ser el polític més jove a ocupar el càrrec. A més del suport de la Democràcia Cristiana, Cossiga va rebre aleshores els vots del PSI, del PCI, del PRI, del PLI, del PSDI i de l'Esquerra independent.
El nom de Francesco Cossiga es va veure de nou relacionat amb assumptes il·legals i va haver d'abandonar anticipadament la presidència el 28 d'abril de 1992, a dos mesos de la fi del seu mandat.

## Senador vitalici i últims anys
Després de la seva dimissió del càrrec de president, li fou atorgat el títol de senador vitalici, com ho són tots els antics presidents de la República Italiana a partir del 1992.
Va abandonar la Democràcia Cristiana el 1998 i fundà el partit Unió Democràtica per a la República (UDR), d'idees centristes. Aquest partit fou un suport fonamental de la majoria que va donar suport al govern de Massimo D'Alema a l'octubre del 1998, després de l'ensorrament del govern de Romano Prodi que va perdre un vot de confiança.
Cossiga declarà després que el seu suport a D'Alema tenia com a intenció d'acabar amb l'exclusió convencional dels líders de l'antic Partit Comunista (PCI) al càrrec de Primer Ministre a Itàlia.
El 1999 es va dissoldre l'UDR i Cossiga tornà a les seves activitats de senador. Fou molt actiu en les qüestions de seguretat.
Francesco Cossiga va morir el 17 d'agost de 2010 a l'hospital Agostino Gemelli de Roma, a l'edat de vuitanta-dos anys, a conseqüència d'una aturada cardiorespiratòria. Els seus fills, Annamaria i Giuseppe Cossiga, van fer donació de l'arxiu del seu pare al Parlament Italià. Els gairebé 3.500 feixos de document permeten aprofundir en un període de la història d'Itàlia que va del 1944 al 2011.

## Reconeixements
Francesco Cossiga va ser investit doctor honoris causa per diverses universitats: el 1988, per la Universitat de Bolonya; el 1990, per la Universitat d'Ais en Provença; el 1991, per la Universitat de Barcelona (Cossiga era partidari del dret a l'autodeterminació i havia manifestat un interès particular per Catalunya i Euskadi); el 1992, per la Universitat Loyola de Chicago; el 1994, per la Universitat de Navarra; el 2004, per la Universitat de Sofia, i el 2005, per la Universitat de Sàsser.
Li fou atorgat el títol de president Emèrit de la República Italiana que conservà fins a la seva mort.